# Ruideferros
Ruideferros es una localidad española perteneciente al municipio de Balboa, en la provincia de León, comunidad autónoma de Castilla y León. Se encuentra en la comarca de El Bierzo, a unos 5 km de Balboa. Se habla castellano y gallego.

## Comunicaciones
- carretera : CV-125-11

- Datos: Q18286396